# Небилиця Микола Онисимович
Небилиця Микола Онисимович (*14 квітня 1945, Чернігів, УРСР, СРСР౼ †листопад 2000, Чернігів, Україна) — чернігівський художник, поет.

## Біографія
Микола Онисимович Небилиця народився 14 квітня 1945 року в Чернігові, де прожив усе життя.
У дитячі роки отримав прізвисько «Кока» (англ. kooky, тобто «дивак»), набуте за неспокійну вдачу.
Працював у газетах Комсомольський гарт та Деснянська правда, але через опозиційну налаштованість його відмовлялися приймати до членів Спілки художників, звільняли з роботи, влаштовували обшуки.
Був учасником сумнозвісної «Бульдозерної виставки» 1974 року в Москві, співпрацював із Нью-Орлеанською художньою галереєю (англ. New Orleans Museum of Art, NOMA) у США.
Мав гарне почуття гумору, любив жарти та сатиру, захоплювався риболовлею.
У 1995 році Микола Небилиця познайомився із молодим художником Олегом Синельником — так було започатковано новий творчий напрямок з назвою «гоп-арт».
У листопаді 2000 року несподівано помер.

## Роботи
- «Ключи Чернобыля»(1988)
- «Ночь без сна» (1989)
- «Зимовий сад»
- «Осінній пейзаж»
- «Працівник друкарні»
- «Унтерман»
- «Та, що сидить»
- «Купальщиці»
- «Танцівниця на канаті»
- «Розумна істота»